# Lesbiennes of color
Les Lesbiennes of Color ou LOCs est un collectif militant de lesbiennes antiracistes et décoloniales fondé à Paris en 2009.

## Histoire
Le collectif est fondé en 2009 à Paris par trois militantes lesbiennes : Nawo, française et afro-américaine, Moruni, indienne exilée en France, et Sabreen, djiboutienne exilée en France. Elles sont rejointes par des militantes venues de Guadeloupe, de Tunisie et des Seychelles avec qui elles formalisent leur manifeste.
De nombreuses personnes membres sont passées dans d'autres structures militantes, lesbiennes, LGBT ou féministes, avant de décider de les quitter en raison du racisme qu'elles y subissaient et de l'incapacité de ces structures à construire une véritable solidarité internationale sans tomber dans une forme de maternalisme,. Ce racisme s'exprime aussi par une forme de fétichisation, une confiscation de la parole, ainsi qu'une anthropologisation. Le groupe, informel, fonctionne en triple mixité femmes, lesbiennes et personnes racisées, regroupant des personnes migrantes, issues de l'histoire coloniale ou de l'histoire esclavagiste.

## Militantisme

### Positionnement
Les LOCs se définissent comme « lesbiennes politiques féministes radicales dissidentes du régime hétérosocial et hétéropatriarcal ». Elles travaillent notamment à apporter de l'aide concrète aux lesbiennes réfugiées en France.
Comme la fondation des Lesbiennes of Color vise à pallier l'invisibilité des personnes racisées au sein des mouvements LGBT et féministes français, elles décident de fonctionner en autonomie par rapport à ceux-ci ; en particulier, elles font le choix de ne pas adhérer à l'inter-LGBT. Pour elles, le mot « queer », tel qu'utilisé dans les années 2010, invisibilise les spécificités lesbiennes ; leur choix de lesbienne leur vient d'une volonté de rendre plus visible à la violence lesbophobe et les modalités particulières de résistances. Ce choix de l'indépendance ne les empêche pas de s'associer, sur des actions ponctuelles, avec d'autres associations ou collectifs.
D'approche matérialiste, elles citent comme inspiration le Combahee River Collective, Patricia Smith, Audre Lorde, bell hooks et Angela Davis et, en France, Ma Divine, le groupe du 6 novembre, la Coordination des Femmes noires, les N’DéeSses, les Lesbiennes contre les discriminations et le racisme et le Groupe Asile Femmes,.
Elles s'opposent à la gestation pour autrui, la considérant comme une revendication d'hommes gays blancs relevant d'une triple oppression sexiste, raciste et capitaliste, et sont critiques des revendications du mariage pour tous en ce qu'elles inféodent les droits LGBT à une institution hétéronormative.
Elles s'opposent aux violences policières ainsi qu'à l'idée que l'État et la police puissent être des agents de la protection de l'ensemble de la communauté LGBT.

### Actions
Le groupe des Lesbiennes of Color organise des manifestations, des rassemblements et des évènements culturels ; elles apportent de l'aide concrète, en particulier aux lesbiennes réfugiées et aux survivantes de viols correctifs ; elles entretiennent un réseau international avec d'autres militantes lesbiennes d'Inde, d'Afrique et du Moyen-Orient ; enfin, elles ont une forte production intellectuelle analysant comment lutter contre le racisme, le colonialisme et la lesbophobie.
En 2011, elles protestent avec d'autres associations contre le projet de l'inter-LGBT d'utiliser comme affiche de la marche des fiertés de Paris un coq portant un boa, dénonçant l'aspect homonationaliste de l'image,.
En 2012, elles co-organisent avec la Coordination lesbienne en France, les Dégommeuses, l'Association Recherches Cultures Lesbienne et les Batucadykes le Rassemblement d’Actions Lesbienne en soutien avec le militantisme lesbien en Afrique du Sud.